# Zeja (satelita)
Zeja (ros. Зея) – rosyjski wojskowy technologiczny satelita geodezyjny i nawigacyjny; pierwszy wystrzelony z kosmodromu Swobodny i pierwszy ładunek użyteczny wyniesiony rakietą Start-1. Działał około 6 miesięcy.
Zaprojektowany przez studentów wojskowej akademii inżynieryjno-kosmicznej im. A. F. Możajskiego w Petersburgu, a zbudowany przez zakłady NPO-PM w Żeleznogorsku. Krążył po orbicie heliosynchronicznej. Spłonął w atmosferze ziemskiej 25 października 1999.